# Carl Adloff (Maler)
Carl (Karl) Adloff (* 12. Januar 1819 in Düsseldorf; † 16. April 1863 ebenda) war ein deutscher Maler der Düsseldorfer Schule.

## Leben

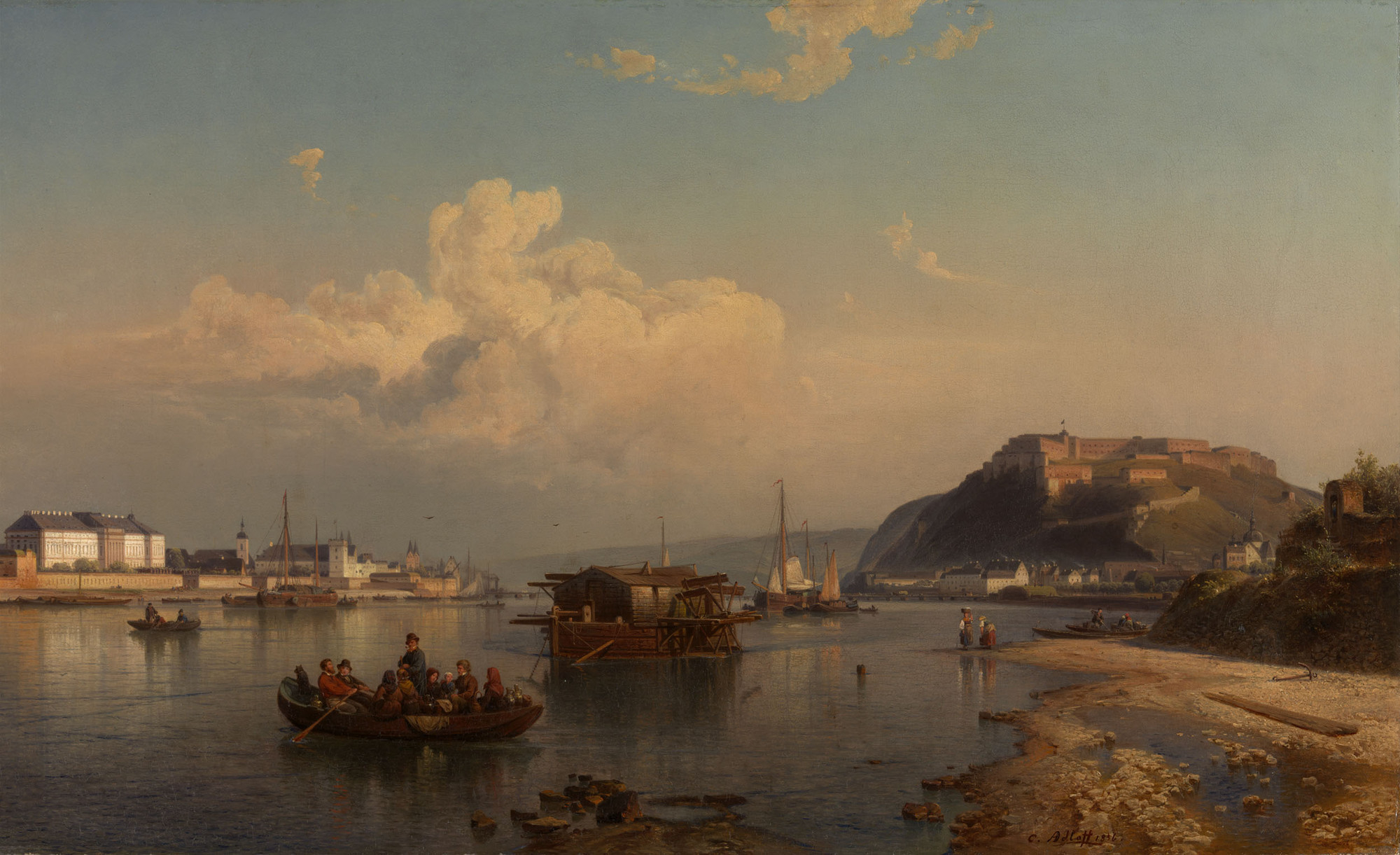
Koblenz, 1856, Royal Collection

Adloff war Kind der Eheleute Franz Joseph Adloff (1786–1832) und Anna Margaretha Adloff, geb. Kaimer (1784–1846). Von 1833 bis 1843 studierte er an der Kunstakademie Düsseldorf, wo er 1836 die Klasse der Landschaftsmaler unter Johann Wilhelm Schirmer  und 1840/1841 die Architekturklasse unter Rudolf Wiegmann besuchte. In den Schülerlisten der Meisterklasse wurde er 1840 bis 1843 als Architektur- und Landschaftsmaler geführt. Bei der Wahl der Motive bevorzugte er – in Anlehnung an die holländische Malerei des 17. Jahrhunderts – die holländische Landschaft; er schuf Strand-, Hafen-, Kanal- und Stadtansichten, deren Architekturen er detailgenau und in feiner Malweise erfasste. Häufig malte er Seestücke, die durch Mond-, Morgen- und Abendlicht in eine romantische Stimmung der Ruhe getaucht sind. Auf akademischen Kunstausstellungen in Deutschland und im Ausland war er wiederholt vertreten. Adloff war Mitglied des Künstlervereins Malkasten.
Adloff heiratete Adelheid Schmitz (1820–1893); aus ihrer Ehe ging die Tochter Sybilla Carolina (1850–1927) hervor. Sie wohnten in der Pfannenschoppenstraße 239 (heute Klosterstraße in Düsseldorf-Stadtmitte) – in jenem Haus, in dem Alwine und Adolph Schroedter gewohnt hatten, bevor diese nach Karlsruhe gingen. Sybilla Carolina wurde 1868 Ehefrau des Tiermalers Carl Jutz des Älteren und 1873 Mutter des späteren Landschaftsmalers Carl Jutz des Jüngeren. Bestattet wurde Adloff auf dem Golzheimer Friedhof (südlicher Teil).

## Werke in öffentlichen Sammlungen

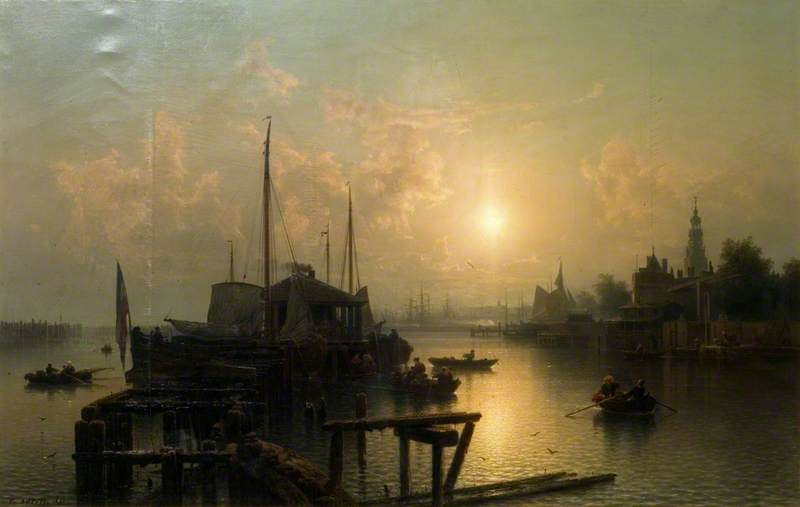
Karl Adloff (1819–1863), River with Boats and Shipping (1861), Victoria and Albert Museum

- Blick auf Koblenz, 1856, 52 × 86 cm, Royal Collection, Osborne House
- Fluss mit Booten und Schiffen, 1861, 91 × 147 cm, Victoria and Albert Museum, London[5]
- Fluss im Vollmondschein, 1859, 69 × 114 cm, Victoria and Albert Museum, London
- Fluss mit Fischerbooten, 1859, 69 × 109 cm, Victoria and Albert Museum, London
- Morgen an der Zuiderzee, 1861, 83 × 115 cm, Museum Kunstpalast, Düsseldorf[6]
- Ruine des Schlossturmes von Düsseldorf, um 1840, 46 × 39 cm, Schifffahrtsmuseum (Düsseldorf)
- Mondaufgang bei Amsterdam, 1862, 81 × 119 cm, Städtisches Museum Braunschweig
- Hafenpartie bei Amsterdam, 1845, 73 × 105 cm, Stiftung Sammlung Volmer, Wuppertal